# Halturîne, Karlivka
Halturîne (în ucraineană Халтурине) este localitatea de reședință a comunei Halturîne din raionul Karlivka, regiunea Poltava, Ucraina.

## Demografie
Componența lingvistică a localității Halturîne
     Ucraineană (95,99%)
     Rusă (2,44%)
     Alte limbi (0,81%)
Conform recensământului din 2001, majoritatea populației localității Halturîne era vorbitoare de ucraineană (95,99%), existând în minoritate și vorbitori de rusă (2,44%).